# تانيا غاندي
تانيا غاندي (بالإنجليزية: Tanya Gandy)‏ هي لاعبة كرة الماء أمريكية، ولدت في 20 أغسطس 1987.